# Чабанне
Чабанне — ентомологічний заказник місцевого значення. Об'єкт розташований на території Барвінківського району Харківської області, село Нова Дмитрівка.
Площа — 5 га, статус отриманий у 1984 році.
Охороняється ділянка у верхів'ї балки зі степопою та чагарниковою рослинністю. Трапляються рідкісні види рослин: ковила і катран татарський та цінні лікарські рослини. В ентомофауні переважають степові види, зокрема комахи-запилювачі люцерни: меліта заяча, бджоли родів евцера та андрена, номія діверзіпес, джміль степовий. Трапляються й рідкісні види, занесені до Червоної книги України — рофітоїдес сірий, мелітурга булавовуса, джмелі: глинистий та моховий.